# Антверпенська ратуша

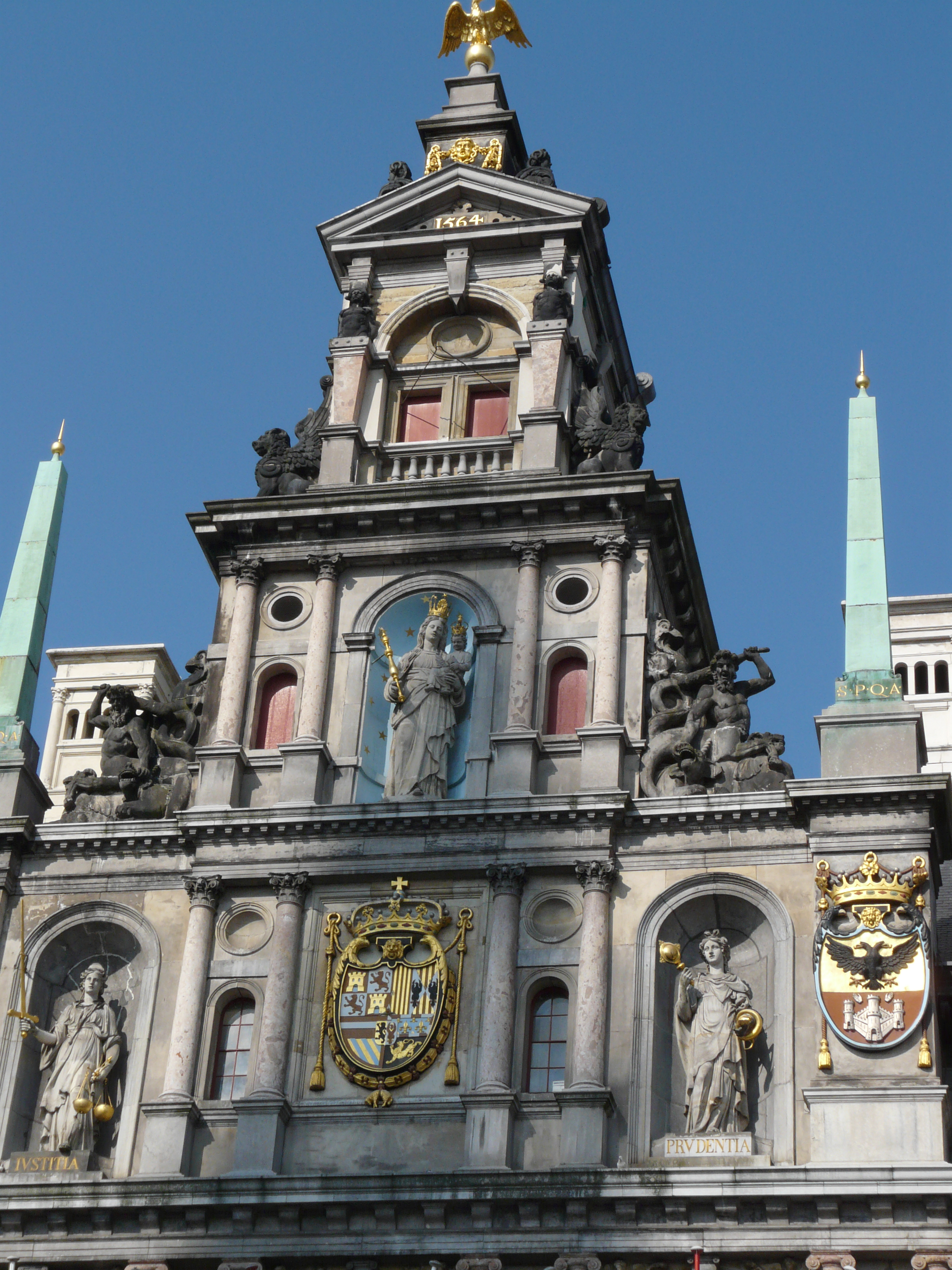
Фрагмент фасаду

Антве́рпенська ра́туша (нід. Stadhuis van Antwerpen) — ратуша в бельгійському місті Антверпені; визначна історико-архітектурна пам'ятка; це знакова будівля так званого північного (або нідерландського) Відродження й одна з перших ренесансних будівель на півночі Європи (споруджена у 1561-1564/1565).
Розташована на головній площі Антверпена — Ринковій (Гроте Маркт).

## Опис
Будинок ратуші в Антверпені чітко розчленований на чотири поверхи. Перший поверх оброблений аркадами, стіни рустовані; для вищих поверхів і центрального ризаліту використані ордери; верхній поверх — наскрізний (гульбище). Ратуша пишно оздоблена геральдичними символами антверпенських маркграфів, іспанських Габсбургів і Брабантського герцогства. 
Чотириповерхова будівля ратуші органічно поєднала елементи, запозичені в італійських маньєристів, з фламандської архітектури ще доби готики — узято традицію зводити багатоповерхові ратуші. Таким чином, хоча в будівлі у всьому безсумнівним є вплив Італії, високий фронтон і дахи мають типово нідерландські форми.

## Історія
Антверпенську ратушу було споруджено у 1561—1564/1565, коли Антверпен був торговельною столицею Європи. Авторами проекту були місцеві архітектори Корнеліс Флоріс де Вріндт і Пауль Снейдінкс. Перший з них працював ще як скульптор. Розроблена де Вріндтом система декоративної орнаментики («стиль Флоріса» / Florisstijl) мала значний вплив на розвиток бельгійської (фламандської) художньої традиції. 
Під час взяття Антверпена іспанцями (1576) ратуша вигоріла майже вщент. 
Стилізовані під старовину інтер'єри з'явилися аж у середині XIX століття (арх. П'єр Бруно Бурла).